# Las Hurdes, tierra sin pan
Las Hurdes, tierra sin pan is een Spaanse documentaire uit 1933 onder regie van Luis Buñuel.

## Verhaal
De documentaire schetst de bittere armoede, waarin de inwoners leven van de streek rond de Spaanse gemeente La Alberca. Aanvankelijk was deze documentaire een stomme film. Pas in 1935 werd er Franstalige geluidscommentaar toegevoegd aan de beelden.

## Rolverdeling
| Acteur            | Personage |
| ----------------- | --------- |
| Abel Jacquin      | Stem      |
| Alexandre O'Neill | Stem      |